# Desmazierella
Desmazierella Lib. – rodzaj grzybów z typu workowców (Ascomycota).

## Systematyka i nazewnictwo
Pozycja w klasyfikacji według Index Fungorum
Chorioactidaceae, Pezizales, Pezizomycetidae, Pezizomycetes, Pezizomycotina, Ascomycota, Fungi.
Gatunki występujące w Polsce
- Desmazierella acicola Lib. 1829
- Desmazierella piceicola Huhtinen & Y. Mäkinen 1984

Nazwy naukowe na podstawie Index Fungorum. Wykaz gatunków polskich według A. Chmiel.